# Tabaré Piriápolis
Tabaré Piriápolis Fútbol Club jest urugwajskim klubem piłkarskim z siedzibą w mieście Piriápolis leżącym w departamencie Maldonado.

## Osiągnięcia
- Liga de Fútbol de Zona Oeste (16): 1951, 1953, 1961, 1962, 1965, 1974, 1980, 1987, 1988, 1990, 1992, 1993, 2000, 2001, 2002, 2004

## Historia
Klub założony został 3 lipca 1937 roku i obecnie gra z regionalnej lidze Liga de Fútbol de Zona Oeste. W roku 1994 klub dotarł do najlepszej czwórki mistrzostw Urugwaju klubów prowincjonalnych (Copa El País). To dało prawo gry w tzw. Torneo Integración, z którego dwa najlepsze kluby miały prawo gry w Liguilla Pre-Libertdores, czyli turnieju mającym na celu wyłonienie reprezentanta Urugwaju w Copa Libertadores 1995.